# エラリー・クイーンズ・ミステリ・マガジン
『エラリー・クイーンズ・ミステリ・マガジン』（Ellery Queen's Mystery Magazine、以下EQMM）は、1941年にアメリカ合衆国で創刊された月刊ミステリー小説誌。フランス、カナダ、ポルトガル、オーストラリア、スウェーデン、日本などで各国版の『EQMM』が発行された。
誌名は、ミステリー作家であり初代編集長でもあるエラリー・クイーンに由来する。

## 米国版
1941年、アメリカ有数の推理作家として知られていたエラリー・クイーンが、自ら編集長となって創刊したパルプ・マガジンが『EQMM』である。
「エラリー・クイーン」はフレデリック・ダネイとマンフレッド・リーの共同ペンネームだが編集長を務めたのはフレデリック・ダネイである。1982年のダネイの死後はエレノア・サリヴァンが編集長を引き継いだ。また、クレイトン・ロースンは1963年から死去した1971年までデスク（managing editor）を務めた。
『EQMM』はその編集水準の高さから、1950年代から1970年代の短編小説の減少期間を生き抜いた数少ない小説誌のひとつである。現存するミステリー小説誌のなかで最も長く続いている。
また、新人作家の育成に力を入れてきたことも特徴である。今日では主要な出版物は著作権代理人を通した投稿しか受け付けないが、『EQMM』の初作品部門はアマチュアからの郵送による投稿を受け付けており、初作品部門では数百人の新人作家を紹介してきた（その多くが常連投稿者になっている）。
新人作家に加えて、有名作家の短編小説もよく掲載される。例えば、ディック・フランシス、マイケル・ギルバート、ピーター・ラヴゼイ、ルース・レンデル、レックス・スタウト、ヤンウィレム・ヴァン・デ・ウェテリンクなどである。
また、新旧問わず一般にミステリー作家と思われていない作家の作品を掲載している。例えば、A・A・ミルン、サマセット・モーム、P・G・ウッドハウス、ジョイス・キャロル・オーツ、シオドア・スタージョン、フィリス・ディラーなどである。
更に、継続的に掲載されるシリーズものの人気にも大きく頼っている。例えば、アイザック・アシモフの「黒後家蜘蛛の会」、ヘンリー・クリストファー・ベイリーの「フォーチュン氏」、ジョン・モーティマーの「弁護士ランポール」、ジェイムズ・パウエルの「Ganelon」などである。
シリーズ作家の筆頭であるエドワード・D・ホックは、1962年以来『EQMM』に10以上のシリーズものを発表している。さらに、ホックは1973年5月号から毎号1つ以上の書き下ろし作品を発表し、2004年5月号に31年目を迎えた。この期間にホックは『EQMM』の姉妹誌『Alfred Hitchcock's Mystery Magazine』にも約50もの作品を発表した。
初の日本人作家の掲載作品は1967年10月号に掲載の谷崎潤一郎『私』。ミステリー作家としては1979年6月号に松本清張の『地方紙を買う女』が掲載されたが、英訳にあたって伏線を含む数ヵ所が削除されたため、評価の中には「結末が唐突だ」というものがあった。

## 日本版

### 早川書房

#### 『エラリイ・クイーンズ・ミステリ・マガジン』

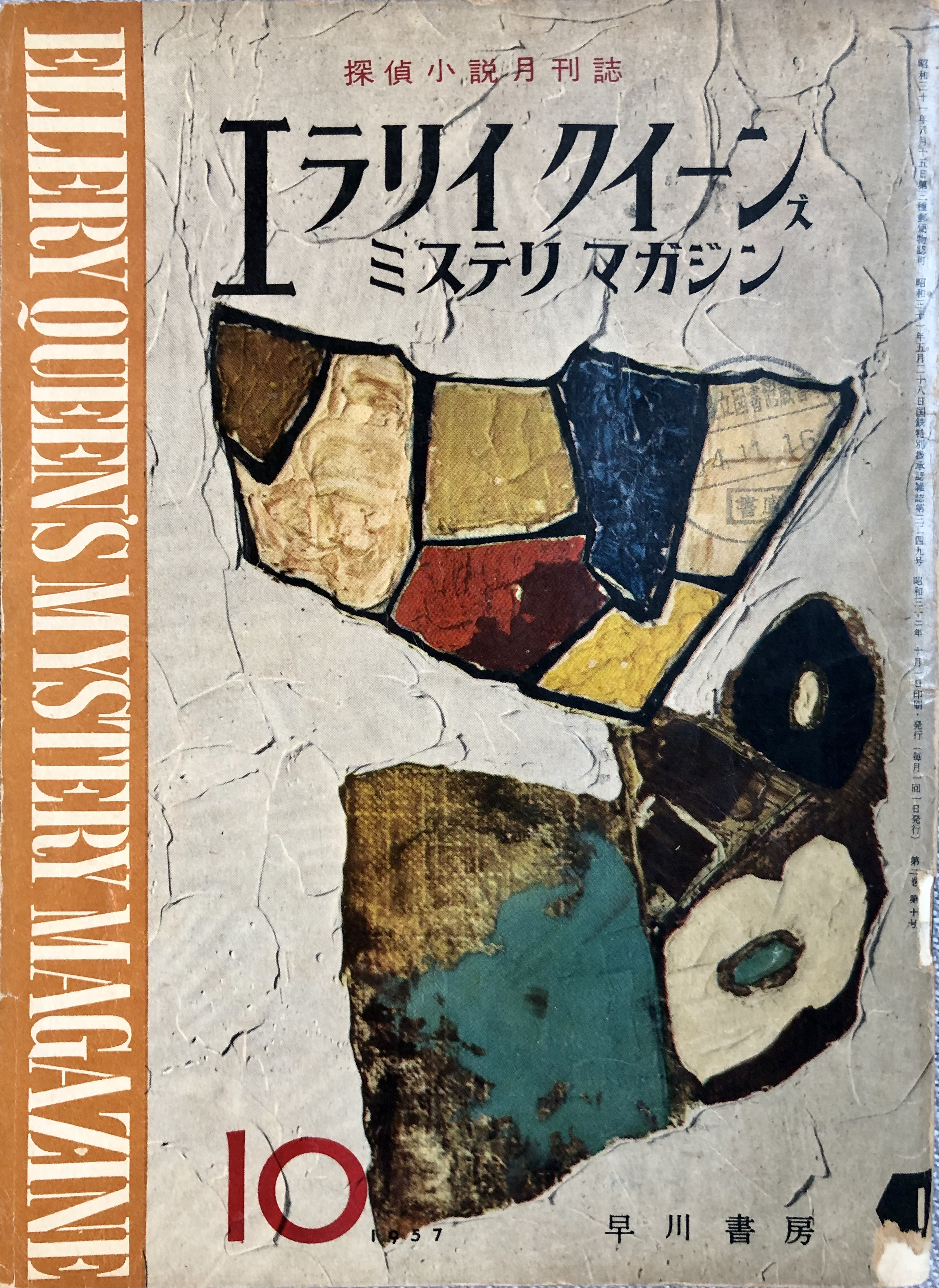
『エラリイ・クイーンズ・ミステリ・マガジン』1957年10月号

1956年6月に早川書房から日本版『エラリイ・クイーンズ・ミステリ・マガジン』（1956年7月号）が創刊された。
田中潤司が創刊準備に係わったが、初代編集長は都筑道夫となった。勝呂忠による装丁が1957年度MWA美術賞を受賞した。
1959年7月号（第37号）に結城昌治の『寒中水泳』（同誌の第1回短編コンテスト第1位入選作）を掲載するまでは、海外作品ばかりを掲載したものであった。その後も、日本人作家の作品はたまに載る程度で、掲載された作品はほとんどが海外作品である。その代わり、1959年から翌年にかけて4冊を刊行した「別冊クイーンズマガジン」（1959年秋号、1960年冬号、春号、夏号）には日本人作家の作品が多数掲載された。
なお、1959年の都筑の退社により、1960年1月号から編集長は小泉太郎（生島治郎）となる。
小泉も1962年に作家になるため退社し、1963年1月号から編集長は常盤新平となった。

#### 『ミステリマガジン』

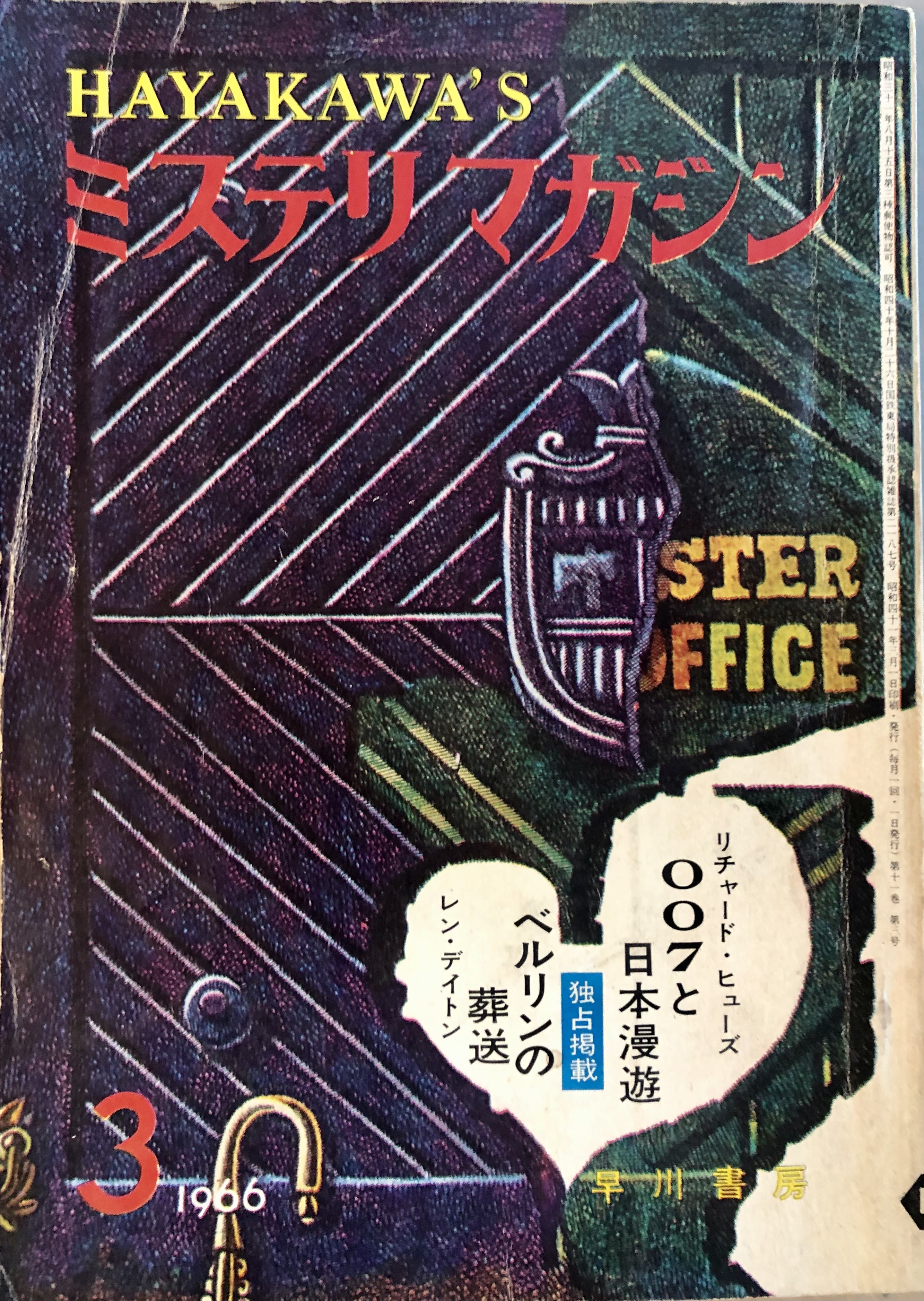
『HAYAKAWA'S ミステリ・マガジン』1966年3月号

1966年1月号から『HAYAKAWA'S ミステリ・マガジン』に改名。1977年に本国版『EQMM』との特約関係が解消されたが（『EQMM』との特約契約は光文社に移った）、以降も海外作品を中心とした誌面作りを続けており、2006年には創刊50周年を迎えた。現在の誌名『ミステリマガジン』になった時期は不明。
なお、1969年に常盤新平が退社し、1969年8月号から編集長は太田博（各務三郎）に。太田は1973年4月号にバロネス・オルツィの短編を誤って「半分だけ掲載」してしまい、その責任をとって退社。その後は、1973年7月号から長島良三が編集長に。だが長島もすぐに退社したため、それまでポケミスを担当していた菅野圀彦が、1975年から1993年までの20年近くにわたって編集長を務める。
その後の編集長は、「歌って踊れる編集長」として名物だった竹内祐一が1996年までつとめたが、書籍編集部に移った。その後は、村上和久が1998年まで、その後千田宏之が2001年まで、2002年からは今井進が、2007年4月号からは千田宏之が再度編集長に。2009年4月号からは小塚麻衣子が、初の女性編集長に。2013年10月号から清水直樹（前『S-Fマガジン』編集長）が編集長。
2015年5月号（3月発売）以降は隔月刊化され、奇数月25日の発売となった。
2025年からは季刊に移行し、2・5・8・11月の発売となった。

#### 歴代編集長
- 0 田中潤司
- 1 都筑道夫 1956年7月 - 1959年12月
- 2 小泉太郎 1960年1月 - 1962年12月
- 3 常盤新平 1963年1月 - 1969年7月
- 4 太田博 1969年8月 - 1973年6月
- 5 長島良三 1973年7月 - 1975年5月
- 6 菅野圀彦 1975年6月 - 1993年3月
- 7 竹内祐一 1993年4月 - 1996年12月
- 8 村上和久 1997年1月 - 1998年12月
- 9 千田宏之 1999年1月 - 2001年12月
- 10 今井進 2002年1月 - 2007年3月
- 11 千田宏之（再） 2007年4月 - 2009年3月
- 12 小塚麻衣子 2009年4月 - 2013年9月
- 13 清水直樹 2013年10月 -

### 光文社

#### 『EQ』
日本版『EQMM』は、1977年末に光文社から隔月刊誌『EQ』（1978年1月号）として復活した。この創刊号には、フレデリック・ダネイと松本清張の対談が掲載された。
『EQ』誌は『ハヤカワ・ミステリマガジン』と同様に海外作品を中心にした雑誌だった。1999年7月号（第130号）をもって休刊。同年6月号の「休刊のお知らせ」では、本国版『EQMM』に訳載不可の作品が増えたことを、休刊の理由に挙げている。

#### 『EQ Extra ジャーロ』
2000年9月創刊のミステリ誌。光文社より年4回刊行。本格ミステリ大賞の選評が毎年6月発売号に掲載される。